# گاسپار مونژ
گاسپار مونژ (به فرانسوی: Gaspard Monge, Comte de Péluse) (زاده ۱۰ مه ۱۷۵۶ – درگذشته ۲۸ ژوئیه ۱۸۱۸)، ریاضی‌دان فرانسوی که به پژوهش در بعضی از شاخه‌های هندسه، نظریه معادلات دیفرانسیل جزئی و مسائل فیزیک، شیمی و فناوری پرداخت.
گاسپار مونژ که فرزند کاسب دوره‌گردی بود و تا شانزده سالگی به تیز کردن چاقو و قیچی و غیره می‌پرداخت و در دهم مه ۱۷۴۶ متولد شد. او برای تدریس فیزیک به مدرسه کشیشان لیون رفت. مونژ به محاسبه و اندازه‌گیری مفصل پرداخت و در همین هنگام هندسه ترسیمی را ابداع کرد.
مونژ مردی شجاع و از دوستان ناپلئون بود و در سال ۱۷۹۸ به اتفاق او به مصر رفت و در این سفر ناپلئون نتوانست او را از شرکت در حمله به اسکندریه منصرف کند. بعد از اینکه ناپلئون روانه سنت‌هلن گردید مخترع هندسه ترسیمی و ایجاد کننده اصلی آموزشگاه پلی‌تکنیک هم تمام عناوین خود را از دست داد و از آکادمی اخراج گردید.